# Michel Chabrier
Pour les articles homonymes, voir Chabrier.
Michel Chabrier, né le 26 janvier 1948 à Remiremont et mort le 16 novembre 2010 dans la même ville, est un athlète français, spécialiste du lancer du disque.

## Biographie
Il remporte deux titres de champion de France du lancer du disque, en 1972 et 1975.
En juillet 1972, à Colombes, il établit un nouveau record de France du lancer du disque avec la marque de 57,80 m.

### Palmarès
- Championnats de France d'athlétisme :
  - vainqueur du lancer du disque en 1972 et 1975.

### Records
| Épreuve          | Performance | Lieu | Date |
| ---------------- | ----------- | ---- | ---- |
| Lancer du disque | 60,40 m     |      | 1977 |